# 林筱琦
林筱琦（1981年9月26日—）是台灣花式撞球職業選手，2008年開始參與台灣安麗盃賽事。

## 年度總冠軍賽

### 2010女子職業撞球大賽
| 站別     | 冠軍   | 亞軍   | 季軍           |
| 一站     | 蔡佩真 | 林沅君 | 賴慧珊、周婕妤 |
| 二站     | 周婕妤 | 張舒涵 | 林筱琦、譚禾耘 |
| 三站     | 林沅君 | 譚禾耘 | 周婕妤、張舒涵 |
| 總冠軍賽 | 林沅君 | 周婕妤 | 譚禾耘、張舒涵 |

## 比賽成績
- 2008年 安麗盃世界女子花式撞球錦標賽第5名
- 2009年 安麗盃世界女子花式撞球錦標賽第5名
- 2009年 亞洲花式撞球錦標賽冠軍
- 2010年 安麗盃世界女子花式撞球錦標賽24強未晉級
- 2010年 安麗盃世界女子花式撞球錦標賽24強未晉級
- 2010年 全日本撞球錦標賽冠軍[1]

## 特殊事蹟
- 2008年 全國女子撞球排名第8名
- 2008年 入選2009年高雄世界運動會女子花式撞球培訓隊